# Lista najwyższych budynków w Tampie
Tampa jest dużym miastem w południowo-wschodniej części USA, na półwyspie Floryda. Obecnie w mieście tym znajduje się 12 budynków przekraczających 100 metrów wysokości, z tego jedna trzecia przekracza 150 metrów. Są to głównie budynki nowe, pochodzące z lat 90. 
Najstarszy z nich powstał w roku 1972. W większości są to budynki biurowe. Natomiast spośród obecnie budowanych wszystkie są budynkami o przeznaczeniu mieszkaniowym. Najwyższy z nich to Trump Tower Tampa, jednak jego budowa jest obecnie wstrzymana. Gdy już zostanie ukończony, stanie się najwyższym gmachem w mieście.

## 10 najwyższych

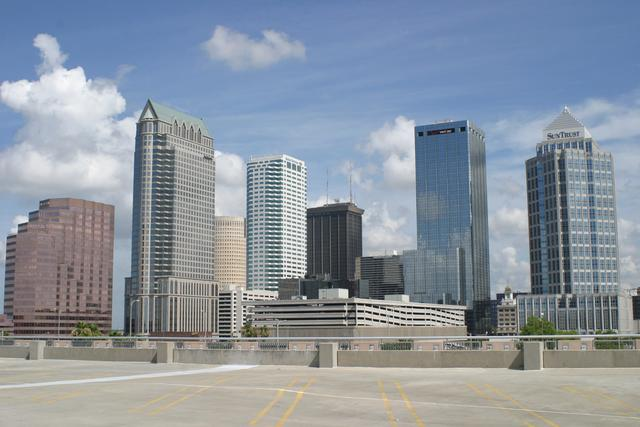
Panorama Tampy

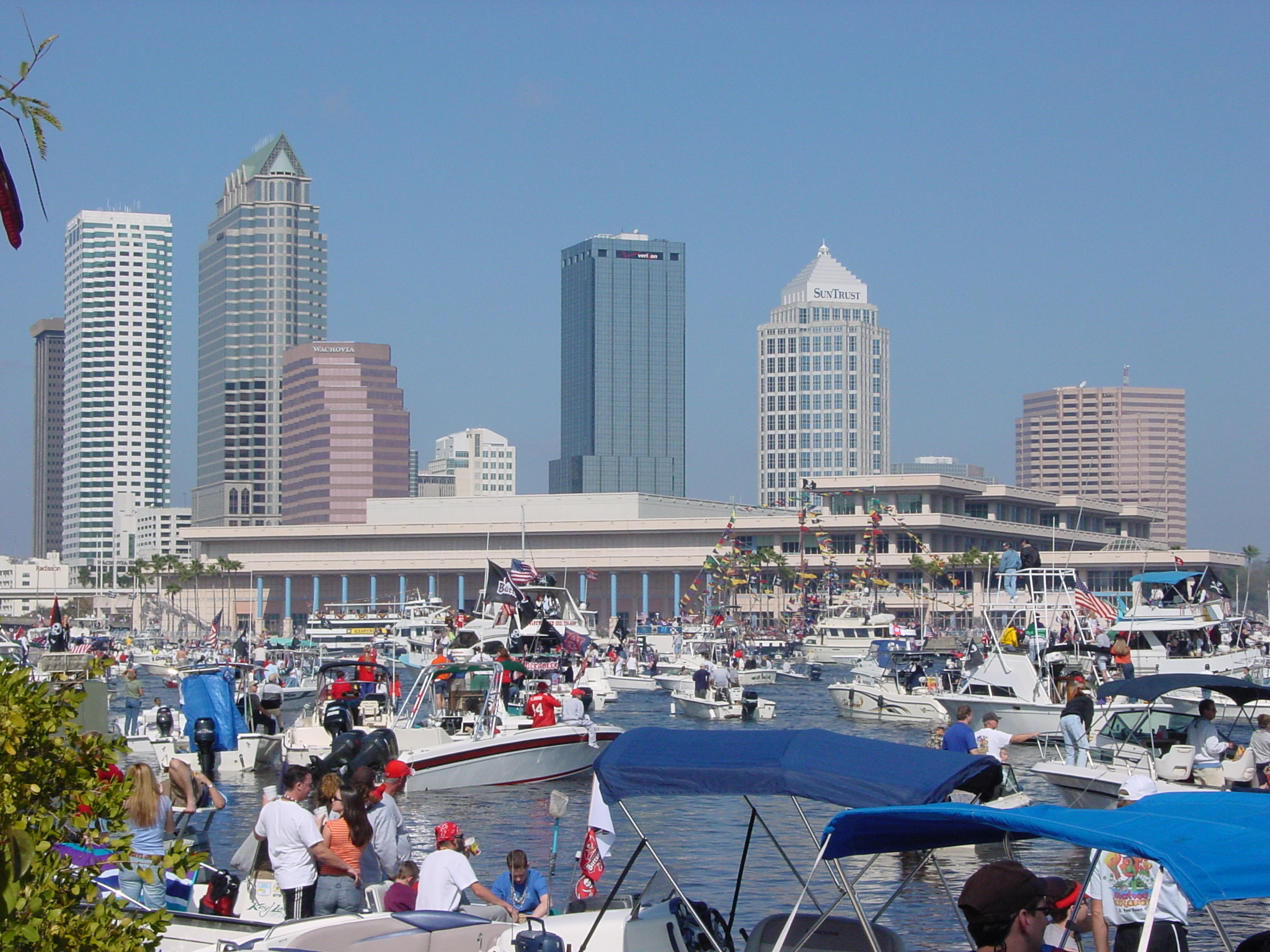
Centrum Tampy

| Ranking | Budynek                        | Wysokość strukturalna | Liczba pięter | Rok budowy |
| ------- | ------------------------------ | --------------------- | ------------- | ---------- |
| 1.      | 100 North Tampa                | 177 m                 | 42            | 1992       |
| 2.      | Bank of America Tower          | 176 m                 | 42            | 1986       |
| 3.      | One Tampa City Center          | 164 m                 | 38            | 1981       |
| 4.      | SunTrust Financial Centre      | 160 m                 | 36            | 1992       |
| 5.      | Element                        | 140 m                 | 34            | 2009       |
| 6.      | Park Tower                     | 140 m                 | 36            | 1972       |
| 7.      | Rivergate Tower                | 138 m                 | 32            | 1988       |
| 8.      | Hillsborough County Center     | 114 m                 | 28            | 1993       |
| 9.      | Sam Gibbons Federal Courthouse | 114 m                 | 17            | 1997       |
| 10.     | SkyPoint                       | 110 m                 | 32            | 2007       |
| 11.     | Wieża Channelside wschodnia    | 100 m                 | 30            | 2007       |
| 12.     | Wieża Channelside zachodnia    | 100 m                 | 30            | 2007       |
| 13.     | Tampa Marriott Waterside       | 99 m                  | 27            | 2000       |
| 14.     | Wells Fargo Center (Tampa)     | 95 m                  | 22            | 1985       |
| 15.     | Franklin Exchange Building     | 85 m                  | 22            | 1966       |